# 1971 en basket-ball
Chronologie du basket-ball
1970 en basket-ball - 1971 en basket-ball - 1972 en basket-ball
Les faits marquants de l'année 1971 en basket-ball

## Mai
- 13 260 fans ont assisté au septième et dernier match de la finale de la saison 1970-71 de l'American Basketball Association, le 18 mai. Après la victoire 131-121 des Utah Stars contre les  Kentucky Colonels, le parquet a été envahi par la foule qui fait alors la fête à ses joueurs pendant 20 minutes, portant en triomphe Willie Wise et Zelmo Beaty, ce dernier étant nommé MVP des playoffs.

## Récompenses des joueurs enNBA

### Meilleur joueur de la saison régulière  (MVP)
| - Kareem Abdul-Jabbar, Milwaukee Bucks. |

### Meilleur joueur de la finale NBA
| - Kareem Abdul-Jabbar, Milwaukee Bucks. |

## Décès
- 28 février : William Reinhart, entraîneur américain.
- 19 décembre : Jackie Moreland, joueur américain.